# Wacław Teitelbaum
Wacław Teitelbaum (Tajtelbaum) (1907-1942) (pseud. Mecenas Wacuś, Me-Wa, Wac) – polski poeta i satyryk. Z zawodu był adwokatem.
Według Tadeusza Wittlina był to "wysoki brunet z wąsikiem i długim nosem"
. W czasie wojny pisał do Żywego Dziennika wystawianego w Kawiarni Sztuka. Wiera Gran wspomina, że Teitelbaum był w Kawiarni Sztuka tylko przez krótki czas. Był członkiem zespołu redakcyjnego „Szpilek”  Publikował też w Cyruliku warszawskim.
Władysław Szlengel w wierszu Trzy listy o wąsach i bródce pisze do Mecenasa Wacusia: Świetny humorzysta i literat, mecenas Wacuś - Wacław Tajtelbaum, został wysłany... Nie martw się, bracie (jeśli żyjesz). Znów pióro może weźmiesz wkrótce.
Wacław Teitelbaum zginął w czasie II wojny światowej.

## Publikacje
- Mecenas Wacuś, Wynalazek Mr. Plumkinsa, Nr 9 rok III, 28.II.1937,  Szpilki, str. 7
- Me.-Wa., Prof. Brown bada jęzek małp, str. 2, Nr. 21. Rok V, 9.VII.1939, Szpilki
- Mecenas Wacuś, Trzecia rzesza, Szpilki, str. 5, Nr 12, Rok III, 26.III.1937
- Wac,  Zabawa, Cyrulik warszawski, str 6, N13 (252), 1931
- Allan (Adam Landau) i Mecenas Wacuś, Co pan sądzi o hitlerze, 1939 (dostępne w Bibliotece Narodowej)